# Oleg Mikhailovich Babenkov
Oleg Mikhailovich Babenkov (tiếng Nga: Олег Михайлович Бабенков; sinh ngày 21 tháng 6 năm 1985) là một cầu thủ bóng đá người Nga. Anh thi đấu cho F.K. Dynamo St. Petersburg.